# Instrumento de viento

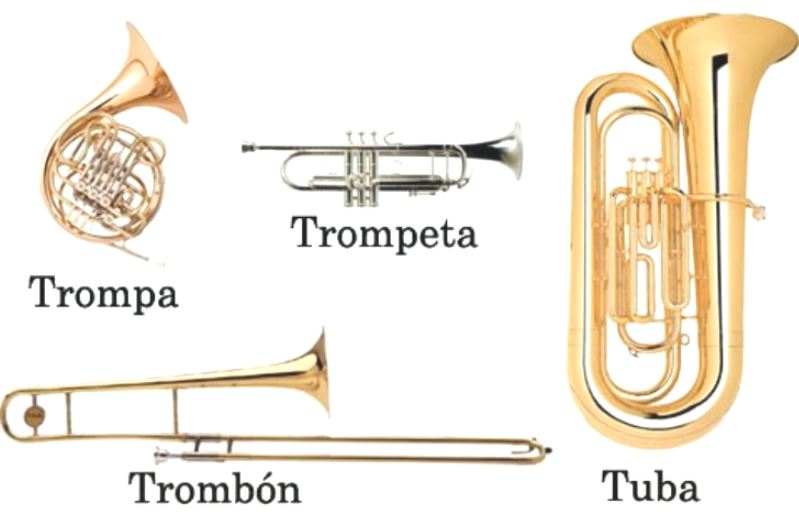
Ejemplos de Instrumentos de viento metal

Los instrumentos de viento o aerófonos son una familia de instrumentos musicales que producen el sonido esencialmente haciendo vibrar el aire, sin involucrar cuerdas, membranas o el cuerpo del instrumento.
Normalmente se habla de instrumentos de viento para referirse a aquellos en los que el intérprete sopla dentro de ellos y hace vibrar una columna de aire. Sin embargo, también se incluyen instrumentos como el acordeón o la sirena mecánica.

## Clasificación
Los instrumentos de viento se clasifican atendiendo a diferentes factores dependiendo del contexto. 

### Clasificación tradicional
Los instrumentos de viento más comunes se suelen clasificar en dos grupos: instrumentos de viento metal y de viento madera. Esta denominación menciona el material con el que se solían fabricar determinados instrumentos y se usa en el contexto de la orquesta sinfónica. En cada grupo se usa un criterio distinto para describir las características más representativas. Esto hace imposible incluir el resto de aerófonos en esta clasificación.

#### Viento Metal
La principal característica que los define es que el sonido se produce por la vibración de los labios en una boquilla metálica en forma de copa. La mayoría están fabricados en metal aunque hubo instrumentos en la orquesta como el serpentón, que se fabrica en madera. Se suelen dividir según la forma general del tubo en cónicos y cilíndricos:
- Cónicos: Tienen un timbre profundo, más apagado. A este grupo pertenecen la tuba, la trompa, el bombardino o el fliscorno.
- Cilíndricos: Tienen un timbre penetrante y brillante. A este grupo pertenecen la trompeta o el trombón

#### Viento Madera
Se consideran instrumentos de viento madera los que producen el sonido mediante un bisel o lengüetas batientes. La mayoría tienen agujeros tonales y están fabricados tanto en madera como en metal. Su sonido es suave y melodioso.

### Clasificación según su forma
Los instrumentos de viento o tubos sonoros pueden clasificarse en función de tres criterios distintos:
Los tubos pueden ser cónicos, cilíndricos o prismáticos:
- Cónicos: saxofón, fagot, fiscorno, tuba, oboe...
- Cilíndricos: flauta travesera, clarinete, flauta dulce...
- Prismáticos: instrumentos primitivos y algunos tubos de órgano.

### Clasificación según el modo de excitación de la columna del aire
Los tubos se clasifican en tubos de bisel, de lengüeta (simple o doble) y de boquilla:
- Bisel
  - Sin conducto o de embocadura directa: flauta travesera, flauta de pan, quena...
  - Con conducto o de embocadura indirecta: flauta de pico, flageolet, tubos de órgano...
- Lengüeta
  - Libre: acordeón, armónica, melódica...
  - Batiente:
    - Simple: clarinete, saxofón, tubos de órgano...
    - Doble: oboe, fagot, sarrusofón, cromorno, la mayoría de gaitas...
- Boquilla: trompeta, trompa, trombón, tuba...

## Métodos para obtener diferentes notas
- Utilizar diferentes columnas de aire para diferentes tonos, como en la flauta de pan. Estos instrumentos pueden tocar varias notas a la vez.
- Cambiando la longitud de la columna de aire vibrante mediante la modificación de la longitud del tubo a través de válvulas de acoplamiento (ver válvula rotativa, válvula de pistón) que dirigen el aire a través de tubos adicionales, aumentando así la longitud total del tubo, bajando el tono fundamental. Este método se utiliza en casi todos los instrumentos de metal.
- Cambiar la longitud de la columna de aire vibrante alargando y/o acortando el tubo mediante un mecanismo deslizante. Este método se utiliza en el trombón y en la flauta de émbolo.
- Cambiar la frecuencia de la vibración mediante la apertura o el cierre de los agujeros en el lateral del tubo. Esto puede hacerse cubriendo los agujeros con los dedos o presionando una clave que luego cierra el agujero. Este método se utiliza en casi todos los instrumentos de viento de madera.
- Hacer que la columna de aire vibre en diferentes armónicos sin cambiar la longitud de la columna de aire (ver trompa natural y serie armónica).

Casi todos los instrumentos de viento utilizan el último método, a menudo en combinación con uno de los otros, para ampliar su registro.

## Física de la producción de sonido
La producción de sonido en todos los instrumentos de viento depende de la entrada de aire en una válvula de control de flujo unida a una cámara resonante (resonador). El resonador suele ser un tubo largo, cilíndrico o cónico, abierto en su extremo. Un pulso de alta presión procedente de la válvula viajará por el tubo a la velocidad del sonido. Será reflejada desde el extremo abierto como un pulso de retorno de baja presión. En condiciones adecuadas, la válvula reflejará el pulso de vuelta, con mayor energía, hasta que se forme una onda estacionaria en el tubo.
Los instrumentos de lengüeta, como el clarinete o el oboe, tienen una o varias lengüetas flexibles en la boquilla, formando una válvula de presión controlada. Un aumento de la presión dentro de la cámara disminuirá el diferencial de presión a través de la lengüeta; la lengüeta se abrirá más, aumentando el flujo de aire. El aumento del flujo de aire incrementará aún más la presión interna, por lo que un pulso de alta presión que llegue a la boquilla se reflejará como un pulso de mayor presión de vuelta al tubo. Las ondas estacionarias dentro del tubo serán múltiplos impares de un cuarto de longitud de onda, con una presión antinodo en la boquilla, y una presión nodo en el extremo abierto. La caña vibra a una velocidad determinada por el resonador.
En el caso de los instrumentos de Lengüeta Labial (latón), los intérpretes controlan la tensión de sus labios para que vibren bajo la influencia del aire que fluye a través de ellos. Ajustan la vibración de manera que los labios estén más cerrados, y el flujo de aire sea el más bajo, cuando un pulso de baja presión llega a la boquilla, para reflejar un pulso de baja presión de vuelta por el tubo. [Las ondas estacionarias dentro del tubo serán múltiplos impares de un cuarto de longitud de onda, con un nodo de presión en la boquilla y un nodo de presión en el extremo abierto.
En los instrumentos de Caña de aire (flauta y fipple-flauta), la fina lámina de aire rasante (chorro plano) que fluye a través de una abertura (boca) del tubo interactúa con un borde afilado (labio) para generar el sonido. El chorro es generado por el músico, al soplar a través de una fina hendidura (conducto). En el caso de las flautas de pico y los tubos de órgano de chimenea, esta hendidura es fabricada por el fabricante del instrumento y tiene una geometría fija. En una flauta travesera o una flauta de pan, la hendidura la forman los músicos entre sus labios.
Debido a la oscilación acústica del tubo, el aire de éste se comprime y expande alternativamente. Esto da lugar a un flujo alternativo de aire que entra y sale del tubo a través de la boca del mismo. La interacción de este flujo acústico transversal con el chorro de aire plano induce en la salida del tubo (origen del chorro) una perturbación localizada del perfil de velocidad del chorro. Esta perturbación se ve fuertemente amplificada por la inestabilidad intrínseca del chorro a medida que el fluido se desplaza hacia el labio. El resultado es un movimiento transversal global del chorro en el labio.
La amplificación de las perturbaciones de un chorro por su inestabilidad intrínseca puede observarse al observar un penacho de humo de cigarrillo. Cualquier movimiento de pequeña amplitud de la mano que sostiene el cigarrillo da lugar a una oscilación del penacho que aumenta con la distancia hacia arriba y, finalmente, a un movimiento caótico (turbulencia). La misma oscilación del chorro puede ser desencadenada por un flujo de aire suave en la habitación, lo que puede verificarse agitando con la otra mano.
La oscilación del chorro alrededor del labio resulta en una fuerza fluctuante del flujo de aire sobre el labio. Siguiendo la tercera ley de Newton el labio ejerce una fuerza de reacción opuesta sobre el flujo. Se puede demostrar que esta fuerza de reacción es la fuente de sonido que impulsa la oscilación acústica del tubo.
Una demostración cuantitativa de la naturaleza de este tipo de fuente de sonido ha sido proporcionada por Alan Powell al estudiar un chorro plano que interactúa con un borde afilado en ausencia de tubería (el llamado edgetone). El sonido radiado por el edgetone puede predecirse a partir de una medición de la fuerza inestable inducida por el flujo del chorro en el borde afilado (labium). La producción de sonido por la reacción de la pared a una fuerza inestable del flujo alrededor de un objeto también produce el sonido eólico de un cilindro colocado de forma normal a un flujo de aire (fenómeno del hilo musical). En todos estos casos (flauta, edgetone, tono eólico...) la producción de sonido no implica una vibración de la pared. Por lo tanto, el material en el que está hecha la flauta no es relevante para el principio de la producción de sonido. No hay ninguna diferencia esencial entre una flauta de oro o de plata.
La producción de sonido en una flauta puede describirse mediante un modelo de elementos fijos en el que el tubo actúa como un columpio acústico (sistema masa-muelle, resonador) que oscila preferentemente a una frecuencia natural determinada por la longitud del tubo. La inestabilidad del chorro actúa como un amplificador que transfiere energía del flujo de chorro constante en la salida del tubo al flujo oscilante alrededor del labio. El tubo forma con el chorro un bucle de retroalimentación. Estos dos elementos se acoplan en la salida de humos y en el labio. En la salida de humos, el flujo acústico transversal del tubo perturba el chorro. En el labio, la oscilación del chorro da lugar a la generación de ondas acústicas, que mantienen la oscilación de la tubería.
El flujo acústico en la tubería puede describirse, para una oscilación constante, en términos de ondas estacionarias. Estas ondas tienen un nodo de presión en la apertura de la boca y otro nodo de presión en la terminación opuesta de la tubería abierta. Las ondas estacionarias dentro de un tubo abierto serán múltiplos de media longitud de onda.
Según una aproximación, un tubo de unos 40 cm. presentará resonancias cerca de los siguientes puntos:
- Para un instrumento de lengüeta o caña: 220 Hz (A3), 660 Hz (E5), 1100 Hz (C#6).
- Para un instrumento de caña de aire: 440 Hz (A4), 880 Hz (A5), 1320 Hz (E6).

En la práctica, sin embargo, la obtención de una gama de tonos musicalmente útiles de un instrumento de viento depende en gran medida de un diseño cuidadoso del instrumento y de la técnica de ejecución.
La frecuencia de los modos de vibración depende de la velocidad del sonido en el aire, que varía con la densidad del aire. Un cambio en la temperatura, y solo en un grado mucho menor también un cambio en la humedad, influye en la densidad del aire y por lo tanto en la velocidad del sonido, y por lo tanto afecta a la afinación de los instrumentos de viento. El efecto de la expansión térmica de un instrumento de viento, incluso de un instrumento de metal, es insignificante comparado con el efecto térmico sobre el aire.

## Campana

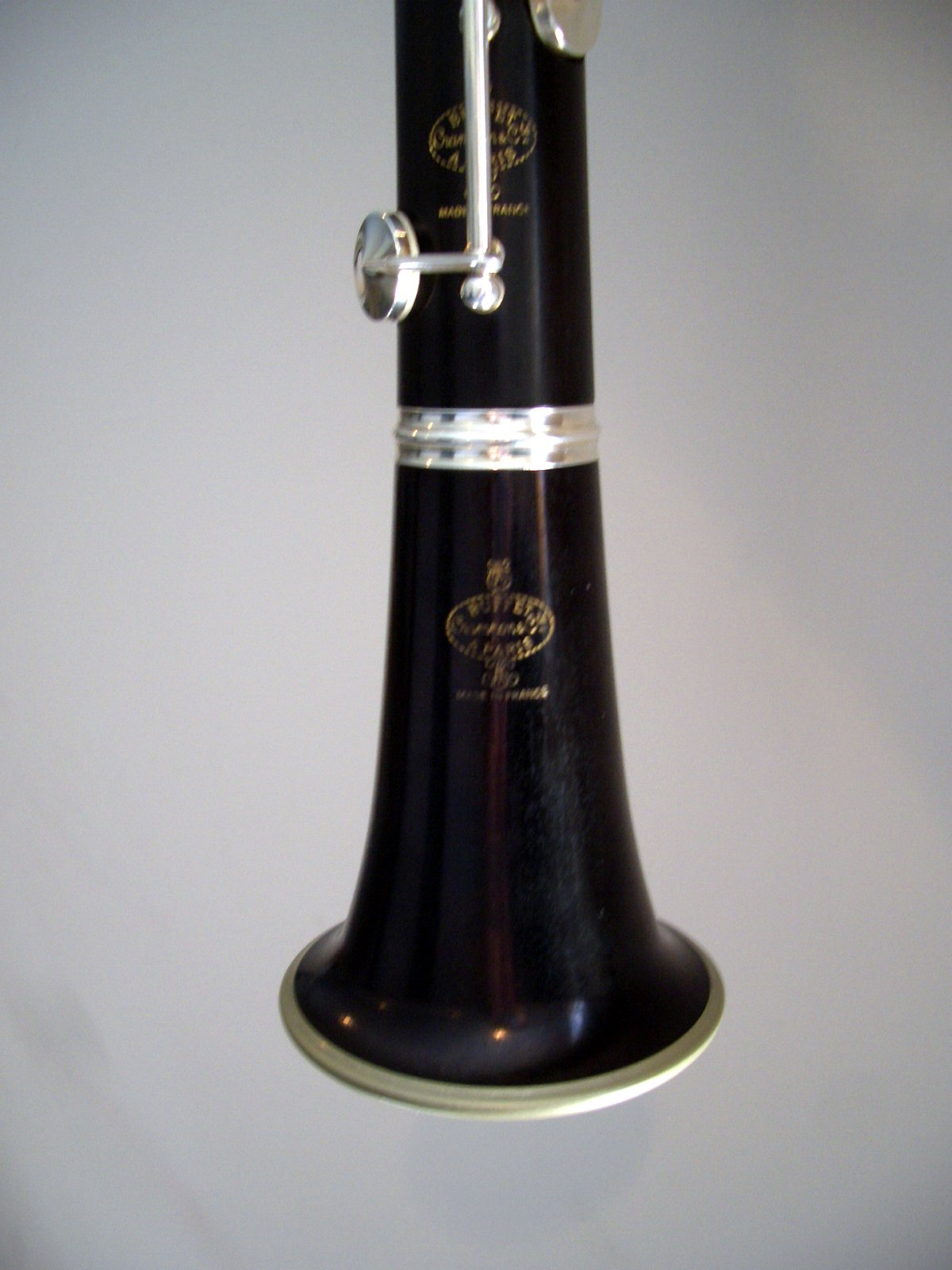
La campana de un clarinete en si bemol

La campana de un instrumento de viento es la abertura redonda y acampanada situada frente a la boquilla. Se encuentra en clarinetes, saxofones, oboes, trompas, trompetas y muchos otros tipos de instrumentos. En los instrumentos de viento-metal, el acoplamiento acústico entre el calibre y el aire exterior se produce en la campana para todas las notas, y la forma de la campana optimiza este acoplamiento. También juega un papel importante en la transformación de las resonancias del instrumento. En los instrumentos de viento madera, la mayoría de las notas se ventilan en los agujeros de tono abiertos más altos; solo las notas más bajas de cada registro se ventilan total o parcialmente en la campana, y la función de la campana en este caso es mejorar la consistencia del tono entre estas notas y las demás.

## Presión de soplado
Tocar algunos instrumentos de viento, en particular los que implican una alta resistencia a la presión respiratoria, produce aumentos en la presión intraocular, lo que se ha relacionado con el glaucoma como un riesgo potencial para la salud. Un estudio de 2011 centrado en instrumentos de viento-metal observó "elevaciones y fluctuaciones temporales y a veces dramáticas de la PIO". Otro estudio encontró que la magnitud del aumento de la presión intraocular se correlaciona con la resistencia intraoral asociada al instrumento y vinculó la elevación intermitente de la presión intraocular por tocar instrumentos de viento de alta resistencia con la incidencia de la pérdida de campo visual. Se ha demostrado que el rango de presión intraoral implicado en varias clases de instrumentos de viento étnicos, como las flautas de los nativos americanoss, es generalmente menor que el de los instrumentos de viento clásicos occidentales.

## Aspectos históricos
"Los instrumentos de viento más antiguos que se conocen son flautas fabricadas con huesos de buitre y datadas hace 35.000 años en Isturitz (País Vasco) y hace 40.000 años en Hohle Fels (Alemania)".
Los primeros instrumentos con boquillas de cuenca (trompetas irlandesas y danesas) datan de la Edad del Bronce y se han utilizado desde la Antigüedad; las trompetas y trompas se utilizaban principalmente con fines militares.

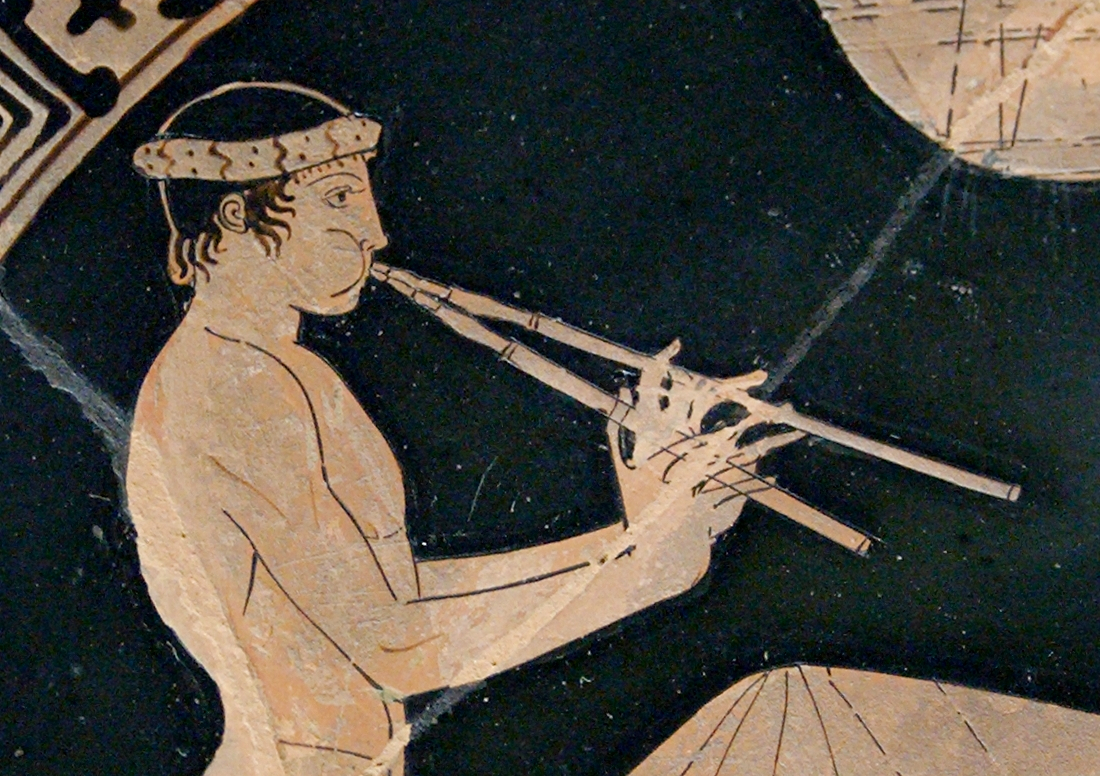
Niño tocando el aulos hinchando las mejillas, 460 a. C., (Museo del Louvre).

Con la invención de la lengüeta (una lengüeta cortada directamente en la pared del instrumento o fabricada con paja o caña), la familia de los instrumentos de viento madera se amplió con los instrumentos de lengüeta, que aparecieron en Oriente Próximo; los clarinetes dobles primitivos (Arghul) pueden verse en antiguas representaciones egipcias. Este tipo de instrumento se extendió después al norte de África y a Europa (aulos: instrumento con dos cañas de lengüeta, etc.).
Existen numerosos restos de instrumentos de viento en la cuenca mediterránea: "Las zampoñas más antiguas descubiertas en Europa proceden de las regiones orientales del continente: de una necrópolis neolítica (2000 a.C.) del sur de Ucrania y de un yacimiento de la región de Saratov. Cada una consta de siete a ocho pipas huecas de hueso de ave..."
Desde entonces, los instrumentos no han dejado de mejorar desde el Renacimiento, pero a diferencia de los instrumentos de cuerda, como el violín, la mayoría de los instrumentos de viento no alcanzaron su forma moderna hasta el siglo XIX, un periodo de gran expansión para la fabricación de instrumentos con, por ejemplo:
- la invención del pistón en 1818, que dio lugar a los instrumentos de metal que conocemos hoy en día (el único instrumento de metal que podía tocar cromáticamente era el trombón).
- La invención por Theobald Boehm del sistema homónimo en 1832[20] para la flauta travesera.
- La invención del saxofón en 1846 y del saxhorn en 1843 por el prolífico y famoso constructor de instrumentos Adolphe Sax.

## Enlaces
- Wikimedia Commons alberga una categoría multimedia sobre Instrumentos de viento.
- Wikimedia Commons alberga una categoría multimedia sobre Instrumentos de viento de madera.
- Wikimedia Commons alberga una categoría multimedia sobre Instrumentos de viento metálicos.

- Datos: Q173453
- Multimedia: Wind instruments / Q173453